# Kajetan Ignacy Kicki
Kajetan Ignacy Kicki herbu Gozdawa (ur. ok. 1740, zm. 16 stycznia 1812 w Obroszynie) – polski biskup rzymskokatolicki, biskup pomocniczy lwowski, a następnie arcybiskup metropolita lwowski w latach 1797–1812, rektor Uniwersytetu Lwowskiego w latach 1800–1801.

## Życiorys
Był synem Antoniego Kickiego z Kitek i Marianny Przanowskiej, starszym bratem Onufrego i Augusta.
W 1778 został kanonikiem chełmińskim. 18 lipca 1783 został mianowany biskupem pomocniczym archidiecezji lwowskiej ze stolicą tytularną Soli. Sakrę biskupią przyjął 30 stycznia 1785. W 1789 objął funkcję oficjała generalnego lwowskiego. 18 grudnia 1797 został mianowany arcybiskupem metropolitą lwowskim.
Od ok. 1800 był senatorem. W latach 1800–1801 pełnił urząd rektora Uniwersytetu Lwowskiego.
W 1807 ogłosił bullę papieską w kolegiacie w Kielcach, podnosząc ją do godności katedry.

## Odznaczenia
- Krzyż Wielki Orderu św. Stefana[2]
- Krzyż Wielki Orderu Leopolda[2]